# Десептикони
Десептикони (англ. Decepticons) — противники Автоботів у вигаданому всесвіті трансформерів. Назва «Десептикони» походить зі сполучення англійських слів «deception» («обман») і «construction», тобто її можна тлумачити як «роботи-обманщики»; в той же час спочатку вони називали себе «обдуреними» Автоботами.
Найзнаменитішими лідерами Десептиконів є Меґатрон і його пізніша версія — Ґальватрон.
Емблемою Десептиконів є гострокутне обличчя металічного або фіолетового кольору. Іноді в ньому вбачають морду лисиці – символу хитрості.

## Історія

### Походження
Десептикони — це бойові роботи, створені божеством Трансформерів Праймусом, які еволюціонували з Автоботів. За іншою версією, вони, як і Автоботи, були створені квінтессонами на планеті Кібертрон; але, на відміну від Автоботів, яким відводилася роль робітників на заводах, Десептикони спеціально призначалися для участі в гладіаторських боях, якими їх господарі розважалися на дозвіллі.
Незадоволені тиранією квінтессонів, Десептикони спільно з Автоботами брали участь у повстанні, в результаті якого квінтессони були вигнані з Кібертрона. Деякий час обидві раси жили в мирі та злагоді; однак згодом їх цілі та устремління розійшлися. Десептикони стали силою, яка протидіє Автоботам і їхній миролюбній політиці. На чолі з Меґатроном, Десептикони зробили своєю нав'язливою ідеєю ненависть до Автоботів і спричинили на Кібертроні Велику Війну, що тривала мільйони років.

### Повстання Меґатрона
Згідно з відомостями, наведеними в мультсеріалі The Transformers, Меґатрон — один з порівняно молодих трансформерів (він з'явився вже після вигнання Квінтессонів).
Ще до того, як стати вождем Десептиконів, Меґатрон вже був відомою особою на Кібертроні. Спочатку він був сконструйований як шахтар для видобутку енергону, але його видатна сила, безстрашність і технічна досконалість привернули до нього увагу організаторів гладіаторських боїв. Дуже скоро Меґатрон здобув собі славу могутнього бійця, яка сприяла збільшенню його впливу на інших трансформерів. Меґатрон використовував цей вплив для того, щоб збільшити число своїх прихильників. Він прагнув до абсолютного панування, і режим Автоботів, при яких на Кібертроні панували мир і спокій, його категорично не влаштовував. Він став вимовляти гнівні викривальні промови, стверджуючи, що Вища Рада Автоботів вводить в оману наївних трансформерів, приховуючи від них, що головна мета їхнього життя, те, заради чого вони існують — це битви, перемоги і завоювання. Ці промови справили велике враження на багатьох роботів, і вони визнали Меґатрона своїм єдиним вождем. Так Меґатрон створив свою таємну організацію, яку назвав «Десептикони» («Ошукані»), натякаючи тим самим на нібито обман з боку Вищої Ради Автоботів.
Кредо Десептиконів, сформульоване Меґатроном: Десептикони створені для того, щоб правити, решта ж (і Автоботи в тому числі) — для того, щоб ними правили. Ці слова викликали бурю захоплення у незадоволених режимом Автоботів трансформерів. Крім того, Меґатрон доводив, що Десептикони мали генетичні переваги перед Автоботами, і на підтвердження того приводив свою незвичайну силу і здатність до польоту (за однією з версій, здатність літати Меґатрон придбав «самовільно», порушивши суворе правило, що забороняло трансформерам прямий контакт з Оллспарком . Та й багато інших Десептиконів (наприклад, Стар Скрім, Тандеркрекер і Скайварп) також спочатку володіли такою навичкою. Тих же, хто не володів, Меґатрон піддав болісному процесу переформатування їхніх Іскор для того, щоб і вони стали сильнішими та змогли літати. Наділення воїна такими надздібностями означало, що він присягнув у відданості Десептиконам, і насамперед — особисто Меґатрону.
Очоливши Десептиконів, Меґатрон утворив біля себе «ближнє коло» з найбільш сильних, майстерних і досвідчених воїнів. До їх числа входили: Шоквейв (досвідчений стратег), Стар Скрім (командувач військово-повітряними силами), Сайндвейв (офіцер зв'язку). Ці воїни допомогли Меґатрону провести Десептиконів від бунтарів-підпільників до елітної військової касти Кібертрону. Однак вони виступали проти планів Меґатрона з перетворення Кібертрона в космічну фортецю, тому повного взаєморозуміння між лідером і «ближнім колом» не було. Крім того, марнославний і амбіційний Стар Скрім почав відкрито претендувати на пост ватажка Десептиконів, вважаючи Меґатрона нездатним упоратися з Автоботами.
Коли Меґатрон споряджав корабель «Немезида», то взяв із собою 9 найкращих воїнів, включаючи Стар Скріма і Сайндвейва. Шоквейв же був залишений на Кібертроні як «тимчасовий виконувач обов'язків» лідера Десептиконів на короткий (як тоді очікувалося) період подорожі.
Однак зникнення і тривала відсутність Меґатрона та інших елітних воїнів призвела до розбіжностей серед Десептиконів. Розвиток енергозберігаючих технологій і поява воїнів нової формації сприяли успіху Скорпонока в його домаганнях на лідерство. Однак він не отримував визнання серед Десептиконів «першої хвилі», для яких ім'я Меґатрона стояло вище. Під керівництвом Шоквейва Десептикони привели Автоботів до краю загибелі. Але Великий Занепад Кібертрона перекреслив всі їхні досягнення.

### Після Великого Занепаду
Після реактивації Кібертрона Шоквейв виступив з ініціативою припинення військових дій і ворожнечі між Автоботами і Десептиконами, проявивши себе вправним політиком. Він стверджував, що армія Десептиконів розпущена (багато і насправді розбіглися), однак насправді використовував колишніх воїнів для контролю над Кібертроном на різних посадах. Після повернення Оптимуса Прайма і активізації бойових дій, армія Десептиконів відновилася де-юре, і спроби Автоботів закріпитися на Кібертроні довгий час залишалися безуспішними; дуже багатьом з них довелося перебазуватися на Землю, а долею інших стало ведення партизанської війни.
Десептикони зберігали контроль над Кібертроном до 2005, коли їх новий ватажок Гальватрон, переможений новим лідером Автоботів Родаймесом Праймом, пропав безвісти, залишивши своє військо в повній розгубленості, роз'єднаним і деморалізованим. Після цього вони були змушені залишити Кібертрон і перебратися на планету Чаар, де і ховалися до тих пір, поки через рік Гальватрон не з'явився знову.

### Подальша історія
Хоча енергетичні ресурси Кібертрона з часом відновилися, їх запаси виявилися надто обмеженими для того, щоб підтримувати існування великих механічних форм життя. Тому еволюція Десептиконів пішла по лінії зменшення розмірів і розвитку здатності споживати органічні речовини, що врешті-решт призвело до появи Десептиконів нового покоління&, відомих як Предакони. Крім того, було досягнуто припинення військових дій, і налагодилися умови мирного співіснування між Предаконами і Максималами — нащадками Автоботів. Десептикони «старшого покоління» поступово зійшли з історичної сцени (ймовірно, основна їх маса загинула в боях або вирушила у віддалені райони Всесвіту). Якась частина з них притягувалася до відповідальності за військові злочини, але деяким була дарована амністія.

## Команди Десептиконів
Конструктикони (лідер — Скреппер): набувають вигляду будівельної техніки. Конструктикони — віртуозні будівельники, але їм більше подобається сіяти паніку і руйнування. Вони винайшли технологію злиття і випробували її на собі; так з'явився на світ перший гештальт — Девастатор/Руйнівник, неймовірно сильний, проте тупий.
Інсектикони (лідер — Шрапнель): в альтернативній формі перетворюються на механічних комах. Прибули на землю досить давно і пристосувалися до тутешніх умов. У них розвинулася своєрідна травна система, що дозволяє отримувати енергію безпосередньо з органічних і неорганічних речовин. Всі члени цієї команди мають технологію «промивання мізків». Технологією злиття не володіють.
Стантикони/Еффектикони (лідер — Мотомастер): при трансформації набувають вигляду автомобілів. Руйнування, скажені гонки і нескінченні ДТП — все, чим вони цікавляться. Еффектикони ненавидять свого лідера, але при цьому настільки його бояться, що навіть Меґатрон уявляється їм менш небезпечним супротивником, ніж Мотомастер. Еффектикони разом утворюють надзвичайно могутнього робота — неврівноваженого Менейсора.
Комбатикони/Бойовикони (лідер — Онслот): трансформуються у військову техніку. Їх творцем був Стар Скрім. Спочатку вони створювалися, щоб боротися не за Меґатрона, а проти нього. Коли вони збунтувалися, Автоботи спільно з Меґатроном і Стар Скрімом зупинили Бойовіконів. Але Меґатрон не став знищувати їх, а перепрограмував і включив в своє війсьо. Бойовикони стали потужним поповненням в армії Десептиконів; вони можуть становити гештальт — Брутікуса.
Предакони (лідер — Рейзорклоу): набувають вигляду механічних тварин. На відміну від Предаконів, вони є повністю механоїдними. Діють злагоджено і представляють в бою велику загрозу для Автоботів. Разом вони утворюють найдосконалішого Десептиконського складеного робота — Предакінга/Райзорклоу.
Терроркони (лідер — Абомінус). Схожі на міфічних чудовиськ. У режимі роботів неймовірно сильні, але мають поганий характер, за що їх недолюблюють інші Десептикони. Всі намагаються уникати їх, за винятком лідера Десептиконів Гальватрона — він так високо цінує силу, вогневу міць і бойові якості террорконів, що не надає значення їхнім недолікам. Терроркони, крім усього іншого, складають гештальт — Абомінуса.
Сікери/Шукачі (лідер — Старскрім) — основні повітряні сили Десептиконів.
Мисливці на Прайма (лідер — Онслот) — об'єднання п'ятьох Десептиконів: Скреппера, Мотомастер, Онслота, Рейзорклоу і Абомінуса; створені для знищення Оптимуса Прайма.